# エドゥアール・ユベルティ
エドゥアール・ジュール・ジョゼフ・ユベルティ（Edouard Jules Joseph Huberti、1818年1月6日 - 1880年6月12日）は、ベルギーの画家である。ブリュッセルに近いフラームス＝ブラバント州のテルビュレン(Tervuren)に集まった美術家グループ「テルビュレン派」の先駆けとなった一人である。

## 略歴
ブリュッセルで生まれた。アントウェルペンの美術学校で建築を学び賞を受け、詩人や音楽家としても才能を示し声楽やヴァイオリン演奏などもし、オペレッタも執筆した。画家としての活動を始めたのは遅く、1837年に現在知られているの風景画があるが、音楽教師の仕事を止めて画家に専念したのは1860年ころからであった。
フランスのバルビゾン派の影響を受けたベルギーの風景画家テオドール・フルモワ（Théodore Fourmois: 1814 -1871）の影響を受けた。
1857年にブリュッセルの展覧会に初めて作品を出展した。1860年代初頭に、テルビュレンの多くの画家たちとともに滞在するようになった。「テルビュレン派」の画家にはジュール・レイマッカーズ（Jules Raeymaekers）、ジュール・モンティニー （Jules Montigny）、アルフォンス・アッセルベルフ（Alphonse Asselbergs）といった画家がいて、1863年頃にイポリット・ブーランジェ（1837-1874）がテルビュレンで絵を描くようになり、ブーレンジャーは、テルビューレン派のリーダー的な存在になった。
ユベルティは、1864年にブリュッセルの文化団体「Cercle Artistique et Litteraire」が主催する展覧会に出展した。1868年にカミーユ・ヴァン・カンプらの自由美術協会の設立メンバーの一人となった。
1879年にレオポルド勲章を受勲した。1880年にブリュッセル近郊のスカールベークで亡くなった。

## 作品

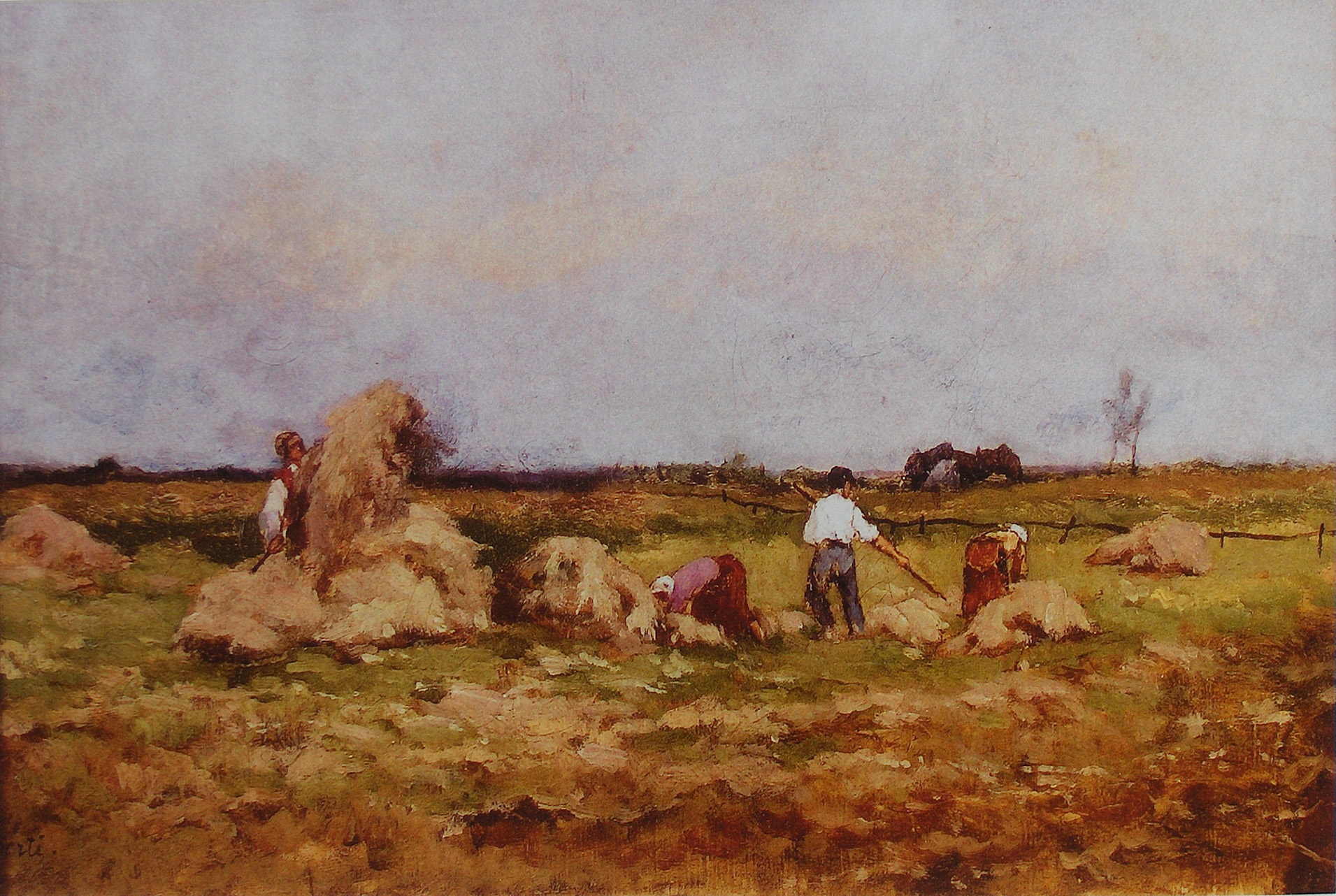
干し草の収穫
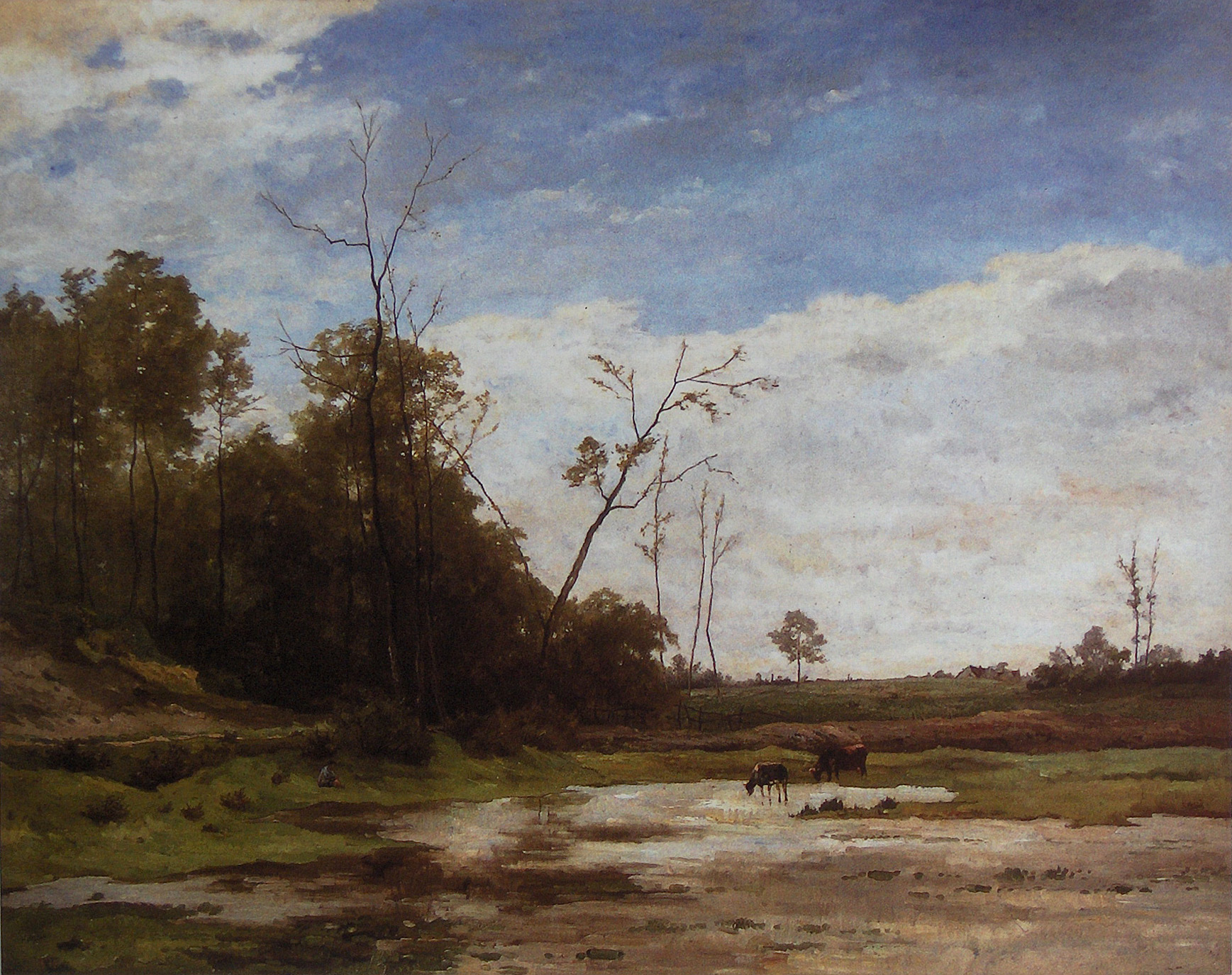
森のはずれ
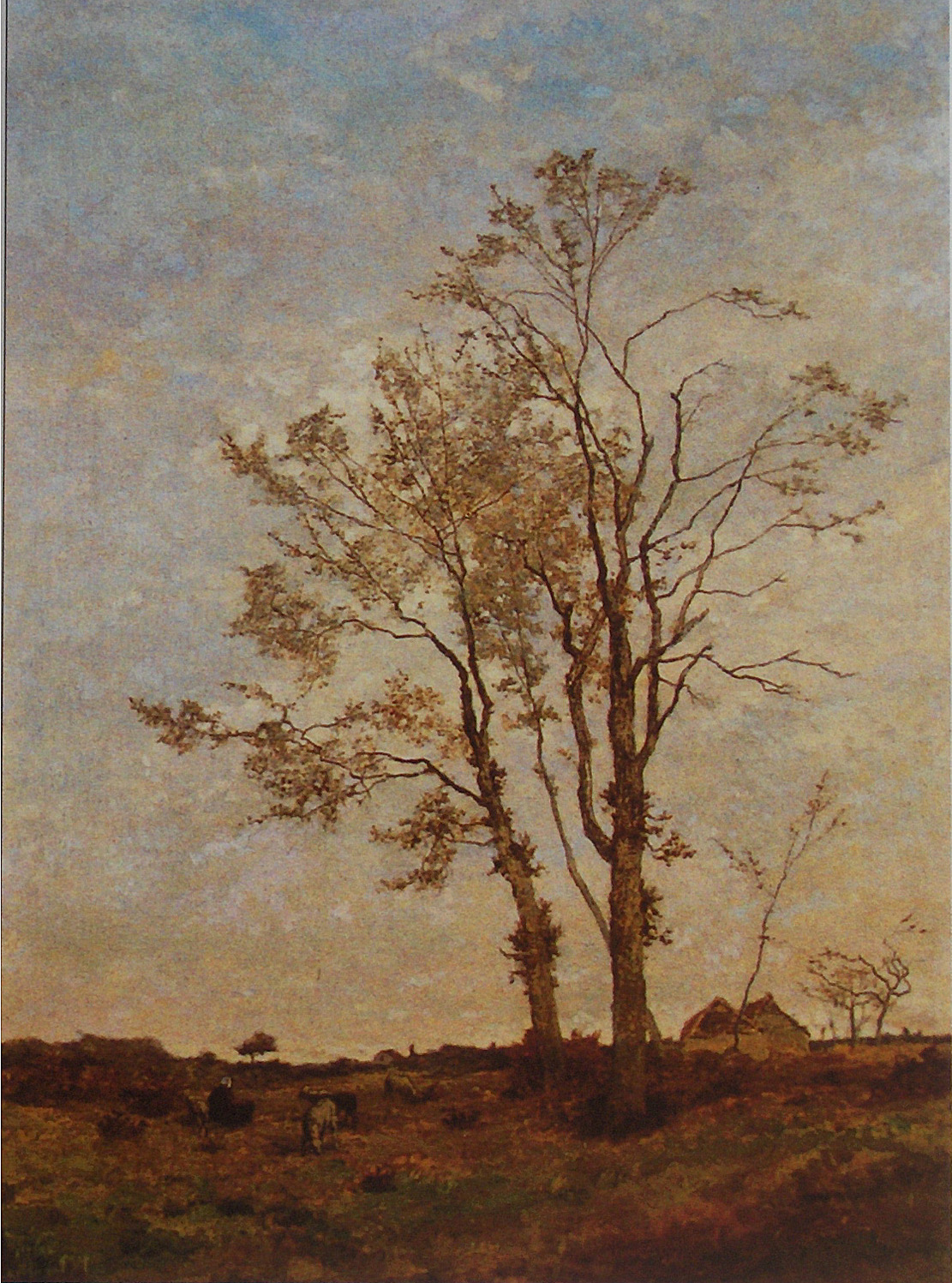
秋
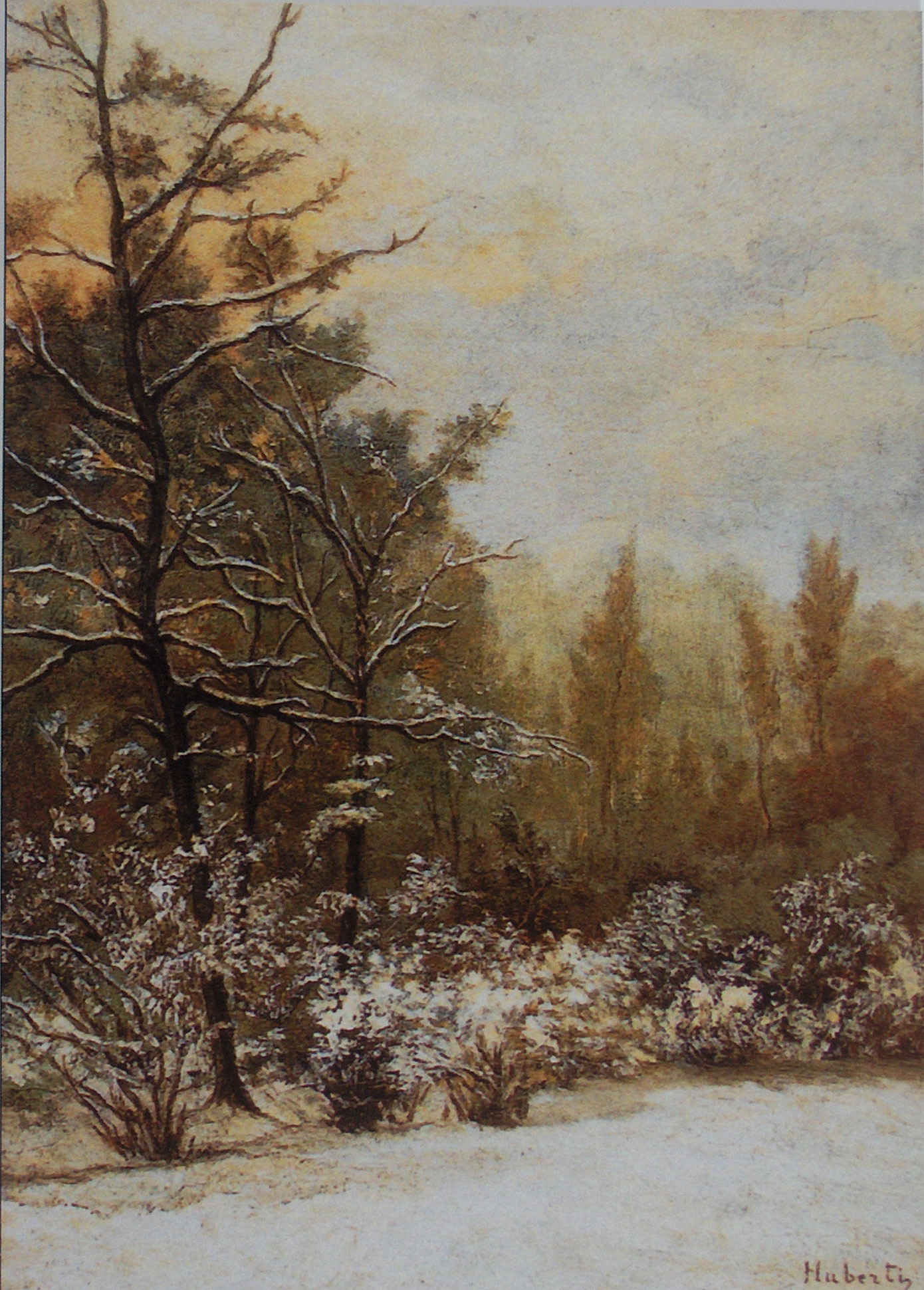
冬景色